# Rémy Boutavant
Rémy Boutavant, né le 26 février 1911 à Saint-Vallier, mort le 25 décembre 1979 au Creusot est une personnalité politique française. Membre du Parti communiste français, il est député de Saône-et-Loire pendant toute la Quatrième République.

## Biographie
Fils d'un couple d'instituteurs, Rémy Boutavant est instituteur lui-même. Il milite activement dans le syndicalisme enseignant de Saône-et-Loire. Adhérent au Parti communiste français en 1934, il est un propagandiste de ce parti politique dont il est un des dirigeants départementaux à partir de 1936.
Mobilisé en 1939, il est fait prisonnier en mai 1940 et ne revient en France qu'en avril 1945.

### Député de la Quatrième République
Placé en seconde place derrière Waldeck Rochet sur la liste présentée par le PCF en Saône-et-Loire (à noter que la 3e place est occupée par Lucie Aubrac), il est élu député en novembre 1946. Second de liste encore, il est réélu en 1951, puis en 1956. Le 10 novembre 1946, la liste du Parti communiste obtient 76 843 suffrages, soit 32,4 %. Le 17 juin 1951 le Parti communiste recueille 68 740 voix, soit 29,4 %. Le 2 janvier 1956, 73 091 suffrages, soit 29,2 % des exprimés placent, comme durant toute la IVe République, le PCF largement en tête des formations politiques de Saône-et-Loire.

### Candidat malheureux sous la Cinquième République
Candidat en novembre 1958 dans la 4e circonscription de Saône-et-Loire celle de Montceau-les-Mines/Chalon-sur-Saône-Sud, il est battu par le gaulliste André Jarrot. Il recueille au premier tour 22,1 % des suffrages, premier candidat de la gauche. Mais au second tour, le transfert des voix du candidat socialiste ne se fait pratiquement pas et le candidat gaulliste André Jarrot, figure de la Résistance et du gaullisme populaire, est élu triomphalement en passant de 45 % des suffrages au premier tour, à ... 72,2 % au second tour.
Rémy Boutavant est de nouveau candidat en novembre 1962, dans la même circonscription.  Il rassemble alors 29 % des suffrages au premier tour, tandis que le député sortant atteint les 47,6 %. Au second tour, bilatéral, le candidat communiste  obtient 42,3 % des suffrages, le score de son rival reélu étant ramené à 57,6 %.
Aux élections de mars 1967, il se présente aux électeurs de la 3e circonscription celle d'Autun - Le Creusot, dont le député sortant est un candidat d'une gauche très modérée. Gabriel Bouthière gagne le leadership à gauche au premier tour : 34,7 % des voix. Rémy Boutavant dans une configuration trilatérale obtient 24,3 % des voix et se désiste pour le second tour pour le « sortant » réélu. Candidat en juin 1968, c'est un nouvel échec que subit Boutavant, et dès le premier tour le candidat gaulliste passe la barre des 50 %. C'est sa dernière candidature.

### Honneurs
- Croix guerre 1939/1945
- Croix du combattant volontaire de la Résistance (avec palmes)